# Heinz Geyer (Komponist)
Heinz Geyer (* 27. Juni 1897 in Mülheim an der Ruhr; † 13. Juni 1982 in Blumenau, Brasilien) war ein deutscher Dirigent und Komponist, der mehr als 50 Jahre in Brasilien lebte und arbeitete.

## Leben
Schon in jungen Jahren widmete er sich der Musik, beginnend mit der Blockflöte. Er studierte dann Querflöte an der Hochschule in Duisburg und später auch Violine und Klavier. Als Flötist war er Solist im dortigen Orchester und wirkte auch an Opernproduktionen mit.
Heinz Geyer kam 1921 nach Brasilien und ließ sich in der von deutschen Aussiedlern geprägten Stadt Blumenau nieder, wo er sich bald am kulturellen Leben beteiligte und Dirigent verschiedener Vereine wurde. Unter anderem war er Leiter der 1932 gegründeten Frohsinn Theatrical Society, die bedeutenden Anteil an der kulturellen Entwicklung der gesamten Region hatte. Geyer leitete bis in die 1970er Jahre auch den Chor und das Orchester der Sociedade Dramático-Musical Carlos Gomes, aus der das heutige Teatro Carlos Gomes hervorging.
Zu seinen Hauptwerken zählt die Oper Anita Garibaldi über die gleichnamige Freiheitsheldin nach einem Text von José Ferreira da Silva (1897–1973), die 1941 uraufgeführt wurde. Er schrieb auch Lieder für Kinderchor, Ballettmusik und Suiten basierend auf brasilianischer Folklore.

## Hauptwerke
- Anita Garibaldi, Oper in drei Akten (1941)
- Viva o Ministro, Musikkomödie in drei Akten (1965)
- O Imigrante, Musikdrama (1974)